# التعليم الخاص في كندا
التعليم الخاص في كندا
شبكة التعليم الخاصة في كندا التي تطور وتدار وفقا لمتطلبات قوانين المقاطعات التي تنطبق عليها التعليم الخاص.
هناك العديد من المدارس الخاصة في كندا،  وبعضها كليات تقنية، والبعض الآخر نشيط في مجال التعليم العام. وهناك أيضا جامعات خاصة في كندا. وفي بعض المقاطعات، ولأسباب كثيرة مثل حجم شبكة التعليم العام،  قد يكون التعليم الخاص أكثر تطورا من التعليم في بلدان أخرى. وثمة تمييز هام داخل الكليات التقنية في كندا يكمن في اعتماد بعض هذه المدارس لبرنامج القروض الطلابية الكندية ، الذي ينطبق في عدة مقاطعات (باستثناء كيبك والأقاليم الشمالية الغربية ونونافوت). يؤثر اعتماد الكلية التقنية على المبلغ الذي يمكن منحه للطالب من خلال البرنامج. يمكننا أن نجد، في بعض المقاطعات الكندية، عددا كبيرا من المدارس الخاصة التي يقوم التدريس على فلسفة معينة للتعليم، مثل مونتيسوري، ومدرسة فالدورف، أو بعض المدارس ذات الصلة بمجتمع ديني معين. المدارس الخاصة يمكن أن تكون مملوكة بشكل مستقل أو من خلال الإدارة،  في حين يمكن تصنيف الآخرين في مجموعات مدرسية،  والتي عادة ما تسمى "مجموعات التعليم"، والتي يمكن أن تعمل المدارس في أكثر من مقاطعة واحدة  وبالتالي الالتزام بقوانين التعليم بالمقاطعة. نلاحظ تأثير بعض الأفكار الأميركية للتعليم في داخل شبكة التعليم الخاص في كندا، كما تم افتتاح مؤخرا جامعة الفنون الحرة (جامعة كويست )، وإنشاء مجموعات التعليم كفروع من بعض المجموعات التعليمية في الولايات المتحدة  جنبا إلى جنب مع وجود مجموعات التعليم الأمريكية في كندا - على سبيل المثال، تملك كليات ايفرست في جامعة في أونتاريو. بعض المجموعات التعليمية تحد من أنشطتها إلى نطاق واحد - مثل التدريب التقني،  على سبيل المثال، أو داخل مقاطعة واحدة  - في حين أن البعض الآخر يؤدي أنشطة أكثر تنوعا، مثل التعليم العام والتدريب التقني وحتى التعليم الجامعي. قد تحدث المعاملات المدرسية بين مجموعات التعليم. أكثر من مجموعة تعليمية واحدة نشطة على المستوى الدولي. الجمعية الوطنية للكليات المهنية  يعيد فقط جزء صغير من كليات الحياة المهنية الخاصة في كندا.